# Rufus Philip Isaacs
Rufus Philip Isaacs   (Nova York, 11 de juny de 1914 - Baltimore, 18 de gener de 1981), conegut simplement com Rufus Isaacs, va ser un matemàtic estatunidenc.

## Vida i Obra
Nascut a Nova York, es va graduar en enginyeria al MIT el 1936. Després de graduar-se va treballar dos anys a l'empresa de refrigeració Carrier Corp. de Syracuse (Nova York) i el 1938 va re-emprendre els estudis a la Universitat de Colúmbia en la qual es va doctorar el 1942 en matemàtiques amb una tesi dirigida per Edward Kasner sobre funcions monodífriques. Aquest mateix any va començar a treballar com enginyer a l'empresa aeronàutica Hamilton Standard que va deixar el 1945 per incorporar-se com a professor a la universitat de Notre Dame.
El 1948 va ser contractat per Rand Coporation on va començar a desenvolupar la teoria de jocs dinàmics. El 1951 va presentar el seu primer informe sobre la teoria de jocs diferencials, jocs dinàmics de dos jugadors de suma zero del tipus evasió-persecució, entre els quals el més conegut és el del xofer homicida. El 1955 va deixar RAND una mica frustrat pel poc reconeixement de la seva tasca i va estar els anys següents treballant per la industria aeronàutica (Lockheed Corporation, Hughes Aircraft) abans d'incorporar-se el 1958 a l'Institut d'Anàlisi de la Defensa. El 1961 va tornar a l'ensenyament universitari, primer a la universitat George Washington (1961-1967, i després a la universitat Johns Hopkins de la qual es va retirar el 1977.
Isaacs és recordat per haver desenvolupat la teoria dels jocs diferencials que va fer amplament coneguda al publicar el seu llibre Differential Games (1965). Menys coneguts però també interessants van ser els seus treballs en teoria de nombres i teoria de grafs.